# Volta a Llombardia 1979
La Volta a Llombardia 1979 fou la 73a edició de la clàssica ciclista Volta a Llombardia. La cursa es va disputar el diumenge 13 d'octubre de 1979, sobre un recorregut de 249 km. El vencedor final fou el francès Bernard Hinault, per davant de Silvano Contini i Giovanni Battaglin.

## Classificació general
|    | Ciclista               | Equip                      | Temps     |
| -- | ---------------------- | -------------------------- | --------- |
| 1  | Bernard Hinault        | Renault-Gitane-Campagnolo  | 6h 13' 25 |
| 2  | Silvano Contini        | Bianchi-Faema              | m. t.     |
| 3  | Giovanni Battaglin     | Inoxpran                   | + 3'20    |
| 4  | Jean-Luc Vandenbroucke | Peugeot-Esso-Michelin      | m. t.     |
| 5  | Ronald De Witte        | Sanson-Luxor TV            | m. t.     |
| 6  | Ludo Peeters           | Ijsboerke-Warncke Eis-Gios | m. t.     |
| 7  | Alessandro Pozzi       | Bianchi-Faema              | m. t.     |
| 8  | Palmiro Masciarelli    | Sanson-Luxor TV            | + 4' 22   |
| 9  | Alfio Vandi            | Magniflex-Famcucine        | m. t.     |
| 10 | Hennie Kuiper          | Peugeot-Esso-Michelin      | + 4'27"   |